# Christian von Hofe
Christian von Hofe (* 8. Februar 1871 in Arnis; † 16. Juni 1954 in Frankfurt am Main) war ein deutscher Physiker.

## Leben
Christian von Hofe wurde am 8. Februar 1871 als Sohn des Lehrers Johann von Hofe (1833–1921) in Arnis geboren. Er studierte in den Jahren 1892 bis 1897 an den Technischen Hochschulen München, Berlin und Hannover und promovierte im Jahr 1898 an der Universität Berlin bei Emil Warburg zum Dr. Phil. 1897 nahm er eine Stelle als Hilfsphysiker am Militärversuchsamt in Berlin-Plötzensee an. 1903 wechselte von Hofe als wissenschaftlicher Mitarbeiter zur Firma Carl Zeiss nach Jena und 1907 zur Optischen Anstalt C. P. Goerz nach Berlin-Friedenau. Im Jahr 1919 habilitierte von Hofe sich an der Technischen Hochschule Berlin. Von 1924 bis 1934 agierte er als wissenschaftlicher Direktor und Vorstandsmitglied bei Goerz in Wien und Preßburg. Gleichzeitig hielt er Vorlesungen an der Technischen Hochschule Wien, an der er 1930 zum außerordentlichen Professor ernannt wurde. Danach kehrte von Hofe nach Berlin zurück, wo er bis 1937 der Technischen Werkstatt vorstand. 1935 folgte er einem Ruf aus der Technischen Hochschule Berlin, wo er zum ordentlichen Professor für Feinmechanik und Optik bestellt wurde. Nach seiner im Jahr 1941 erfolgten Emeritierung leitete er bis Kriegsende das Institut für militärische Erkundungsmittel.
Christian von Hofe, der 1881 Alma, geborene Dau, ehelichte, verstarb am 16. Juni 1954 im Alter von 83 Jahren in Frankfurt am Main. Er gehörte dem Verein Deutscher Ingenieure (VDI) und dem Berliner Bezirksverein des VDI an.

## Wirken
Christian von Hofes Arbeitsschwerpunkt lag hauptsächlich auf militäroptischem Gebiet. Er konnte schon im Ersten Weltkrieg wesentliche Neuerungen im militärischen Entfernungsmesserbau, aber auch anderen Gebieten der Fernoptik, basierend auf technisch-optischen und physiologisch optischen Erkenntnissen einführen, womit eine höhere Messgenauigkeit sowie eine Befreiung von störenden äußeren Fehlereinflüssen erzielt wurde. Speziell durch seine wissenschaftliche Überarbeitung der mechanisch-optischen Anlage der fernoptischen Geräte brachte er es zu Erfolgen, die sich in zahlreichen Patenten des Goerz-Werkes offenbarten. In seinen späteren Jahren hat er seine erarbeiteten Kenntnisse und Erfahrung in die Ausbildung des wissenschaftlichen und technischen Nachwuchses einfließen lassen. In der Fachliteratur wird auf seine Arbeiten heute noch Bezug genommen. 

## Werk (Auswahl)
- Fernoptik, 1911, 3. Auflage 1941